# Dineutus sinuosipennis
Dineutus sinuosipennis là một loài bọ cánh cứng trong họ van Gyrinidae. Loài này được Laporte de Castelnau miêu tả khoa học năm 1840.